# 4885 Grange
4885 Grange eller 1980 LU är en asteroid i huvudbältet som upptäcktes den 10 juni 1980 av den amerikanska astronomen Carolyn S. Shoemaker vid Palomar-observatoriet. Den är uppkallad efter Alice Shoemaker Grange, en släkting till upptäckaren.
Asteroiden har en diameter på ungefär 4 kilometer.